# Agència de Bhopawar
L'Agència de Bhopawar fou una entitat política de l'Índia central ocupada per nombrosos estats indígenes, amb una superfície de 19.902 km² (1901), existent del 1882 al 1937. Estava sota autoritat d'un agent del Governador General de l'Índia.

## Abast
Era limitada al nord per Ratlam, Indore, Dewas i Gwalior; al sud pel districte de Khandesh; a l'est pel Nimar britànic i Bhopal; i a l'oest per l'Agència Rewa Kantha. Estava ocupada per les muntanyes Vindhya i Satpura d'est a oest (els Vindhya al nord donaven pas a l'altiplà de Malwa i més al sud el país Bhil (Bhilwara). Durant l'Imperi Mogol fou part del sarkar de Bijaigarh a la suba de Malwa. La població el 1901 era de 547.546 habitants repartits en 3.031 pobles.

## Història

### Agència Bhil
Inicialment formà l'Agència Bhil (1825) i la subagència Bhil amb capitals a Bhopawar i Manpur. El 1857 Bhopawar fou destruïda pels rebels i la capital es va traslladar a Sardarpur i l'oficial al comandament de Bhil Corps va rebre el control polític de l'agència. L'agència Bhil (País Bhil o Terra Bhil) fou un territori de l'Índia central ocupat per nombrosos estats indígenes. El territori estava rodejat pels quatre costats d'estats natius, entre els quals destacaven els d'Holkar (Indore) i Sindhia (Gwalior). L'agència Bhil o Bhilwara estava formada per territoris de les muntanyes Vindhya al nord del Narbada, on predominaven els bhils. Estava al nord-est del considerats estats bhils de Bombai coneguts com a estats Dang.
El 1825 Elphinstone, governador de Bombai, va ordenar la creació de tres agències Bhils: al nord-oest la dels Dangs (amb Nandurbar, Sultanpur, Pimpalner, i els estats Dangs), al nord-est la de Bhilwara (amb Chopda, Yaval, Savda, Erandol, Amalner i Nashirhad) i al sud la subagència Bhil (amb Jamner, Bhadgaon, Chalisgaon, i els districtes de les muntanyes Satmala). L'oficial en càrrec de l'agencia Bhilwara se li va encarregar crear un cos bhil que va quedar constituït el 1830.
L'Agencia Bhil de Kukarmunda fou abolida el 1827 i el control transferit a l'agència Bhilwara. Els estats Dangs van quedar sotmesos el 1830. El 1831 els bhils de Tadvi foren derrotats i 469 bhils fets presoners. Algunes zones sota administració de l'agència (districtes de Yaval, Chopda, Pachora i 12 pobles de Lohare) foren retornades a Gwalior però van tornar a l'agència el 1844. El 1840 el raja d'Amli als Dangs del sud, va permetre a la seva gent saquejos en territori britànic i fou derrotat i capturat. Altres incidents foren resolts pel Bhil Corps. El 1841 els va revoltar el naik Bhamnia que va atacar Sultanpur però fou derrotat. L'agència Occidental fou restablerta el 1845 amb seu a Nandurbar.
L'agència Bhil va tenir llavor capital a Bhopawar i la subagència Bhil a Manpur. El 1857 Bhopawar fou destruïda pels rebels i la capital es va traslladar a Sardarpur i l'oficial al comanament de Bhil Corps va rebre el control polític de l'agència. El 1882 l'Agència Bhil i la subagència Bhil es van unir i es va formar una agència única amb seu a Sardarpur amb el nom d'Agència de Bhopawar.
L'agència Bhil La formaven (a més d'alguns exclavaments d'Indore i Gwalior) els següents disset estats:
- Dhar
- Bakhtgarh o Bakhatgarh
- Jhabua
- Ali Rajpur
- Jobat
- Katiwara o Khatiwara
- Ratanmal
- Mathwar
- Dahi
- Nimkhera
- Bara Barkhera o Barkhera Bara
- Chota Barkhera o Barkhera Chhota
- Kachhi Baroda
- Dhotra
- Multhan
- Dhangaon
- Kali Baori

La capital de l'agència era a Sardarpur.
La Subagència Bhil era una entitat diferent a la mateixa zona i la formaven vuit estats:
- Barwani
- Jamnia
- Rajgarh
- Kothide
- Garhi
- Chota-Kasrawad
- Chiktiabar
- Bharudpura

I a més a més la comarca de Manpur (britànica), la pargana de Bagaud (de Gwalior) i els districtes de Hasilpur, Khargaon, Mahesar, Barwa, Dhargaon, Sindwa, i Bamangaon (tots d'Indore, el primer a Malwa i els altres a Nimar). La capital era a Manpur.
Posteriorment les dues agències foren unificades.

### Expansió
El 1882 l'Agència Bhil i la subagència Bhil es van unir i es va formar una agència única amb seu a Sardarpur amb el nom d'Agència de Bhopawar. El 1899 es va crear la residència d'Indore i tots els estats de l'agència vinculats a Indore, excepte tres, foren transferits a la residència el 1904; el 1901 la pargana Bagaud, de Dewas, inclosa a efectes administratius en aquesta agència el 1828, fou traslladada a l'agència d'Indore, i la superfície s'havia reduït al final en 8502 km².
Així després del 1904 estava formada per: 
Estats:
- Dhar
- Jhabua
- Barwani
- Ali Rajpur
- Jobat

Thakurats garantits i bhumiats (18), la major part feudataris de Dhar:
- Kakhtgarh (governat per un thakur dels rajput ponwar)
- Bharudpura (governat per un bhúmia bhilala)
- Chhota Barkhera (governat per un bhúmia bhilala)
- Mota Barkhera (governat per un bhúmia bhilala)
- Chiktiabar (governat per un bhúmia bhilala)
- Dhotria (o Bhaisola) (governat per un thakur dels rajput rathor)
- Garhi (o Bhaisakho) (governat per un bhúmia bhilala)
- Jamnia (governat per un bhúmia bhilala)
- Kachhi Baroda (governat per un thakur dels rajput rathor)
- Kali Baori (governat per un bhúmia bhilala)
- Kathiwara (governat per un thakur dels rajput jadon)
- Kathoria (governat per un bhúmia bhilala)
- Kothideh (governat per un bhúmia bhilala)
- Mathwar (governat per un rana rajput ponwar)
- Multhan (governat per un thakur dels rajput rathor)
- Nimkhera (o Tirla) (governat per un bhúmia bhilala)
- Rajgarh (governat per un bhúmia bhilala)
- Ratanmal (governat per un thakur dels rajput rathor)

Parganes d'Indore (3)
- Chikalda
- Lawani
- Petlawad

Districtes de Gwalior (1)
- Amjhera

Districtes britànics
- Pargana de Manpur

El 1925 l'Agència de Malwa i la de Bhopawar es van unir (sota el nom de Bhopawar) però el 1927 va agafar el nom d'Agència de Malwa i dels Estats Meridionals, per retornar al nom d'Agència de Malwa el 1934, fins al 1947 quan fou inclosa en Madhya Bharat.